# جعفرآباد عليا (مقاطعة دلفان)
جعفرآباد عليا (بالفارسية: جعفرآباد علیا) هي قرية تقع في قسم كاكاوند الشرقي الريفي (مقاطعة دلفان) في إيران. يقدر عدد سكانها بـ 90 نسمة .